# Garrett TFE731
El Garrett TFE731, también conocido como Honeywell TFE731, es una familia de motores turbofán engranados. El motor fue desarrollado y fabricado por Garrett AiResearch, aunque debido a procesos de compra y fusión de la compañía, este mismo motor también ha sido fabricado por AlliedSignal y, actualmente, por Honeywell Aerospace. 
Desde su introducción al mercado aeronáutico, en el año 1972, se han fabricado más de 11.000 unidades, las cuales llevan acumuladas más de 100 millones de horas de vuelo.

## Desarrollo
El TFE731 se basó en el núcleo del TSCP700, que fue desarrollado específicamente para su uso como unidad de potencia auxiliar (APU) en el McDonnell Douglas DC-10. El diseño presentaba dos factores importantes: bajo consumo de combustible, y perfiles de ruido bajos que reunían las nuevas regulaciones de reducción de ruido establecidas por los Estados Unidos. 
El primer encendido del TFE731 tuvo lugar en 1970 en la planta de Garrett en Torrance (California).  El primer modelo en producción, el TFE731-2, entró en la línea de ensamblaje en agosto de 1972, y fue utilizado en el Learjet 35/36 y el Dassault Falcon 10, ambos entraron en producción en 1973. 
El TFE731-3 fue desarrollado para su uso en el programa de remotorización del Lockheed JetStar, y las versiones posteriores han sido utilizadas en diversos aviones, incluyendo el Learjet 55. 
En 1975, el TFE731 fue nombrado Producto Aeronáutico del Año por Ziff-Davis Publishing Company.
El modelo -5 fue certificado en 1982, y una década más tarde, se construyó el TFE731-4 usando la sección de potencia del TFE731-5 y el ventilador del TFE731-3, con la intención de ser el motor del avión Cessna Citation 650 Citation VII.
La versión más reciente es el TFE731-50, basado en el -60 utilizado en el Falcon 900DX, que llevó a cabo su programa de pruebas de vuelos en 2005. Honeywell ha rediseñado completamente su motoro dotándolo de un nuevo carenado como candidato para ser montado en varios de los aviones equipados con los motores antiguos.

## Diseño
El TFE731-60 tiene un diámetro interno de 0,787 m.  El ventilador se compone de 22 álabes, 52 puntos de salida guiada, y diez puntales; y es conducido por una caja de cambios. El compresor de cinco etapas se compone de cuatro etapas axiales (LP) y una etapa radial, o centrÍfuga (HP).

## Variantes y aplicaciones
TFE731-2
- AIDC AT-3
- CASA C-101
- Dassault Falcon 10
- FMA IA 63 Pampa
- Hongdu JL-8
- Learjet 31
- Learjet 35/Learjet C-21

TFE731-3
- Boeing Skyfox
- British Aerospace BAe 125 Series 700
- Cessna Citation III
- Cessna Citation VI
- Dassault Falcon 50
- Dassault Falcon 20 (modificado)
- Learjet 55
- Lockheed 731 Jetstar/Jetstar II
- IAI 1124 Westwind I

TFE731-4
- Aero L-139 (prototipo solo)
- Cessna Citation VII

TFE731-5
- Hawker 800/850XP

TFE731-20
- Learjet 40
- Learjet 45

TFE731-40
- Gulfstream G100/G150 (anteriormente IAS Astra SPX)
- C-38 Courier
- FMA IA 63 Pampa II

TFE731-50
- Hawker 900XP

TFE731-60
- Dassault Falcon 900DX

TFE731-1100
- IAI 1124A Westwind II

## Especificaciones (TFE731-2)
- Tipo = Turbofán
- Longitud = 50 in (127 cm)
- Diámetro = 39 in (100 cm)
- Peso = 734 lb (333 kg)
- Compresor =1 etapa de ventilador, 4 etapas de compresión de baja presión axial, 1 etapa compresora de alta presión centrífuga
- Combustión =Anular de flujo reverso
- Turbina = 1 etapa de alta presión, 3 etapas de baja presión
- Empuje = 3.500 lbf (15,6 kN)
- Compresión = 13:1
- Consumo = 0,5 lb/lbf-h
- Relación empuje/peso =4,7:1

### Desarrollos relacionados
- Honeywell/ITEC F124

### Motores similares
- Honeywell ALF 502
- Pratt & Whitney PW1000G